# Chemin de fer sur route de Challans à Fromentine
Le chemin de fer sur route de Challans à Fromentine est une ancienne ligne de chemin de fer secondaire à voie métrique dans le département de la Vendée, entre la gare de Challans des chemins de fer de l'État et le môle d'embarquement de Fromentine à La Barre-de-Monts. La ligne a été exploitée de 1896 à 1949.

## Histoire

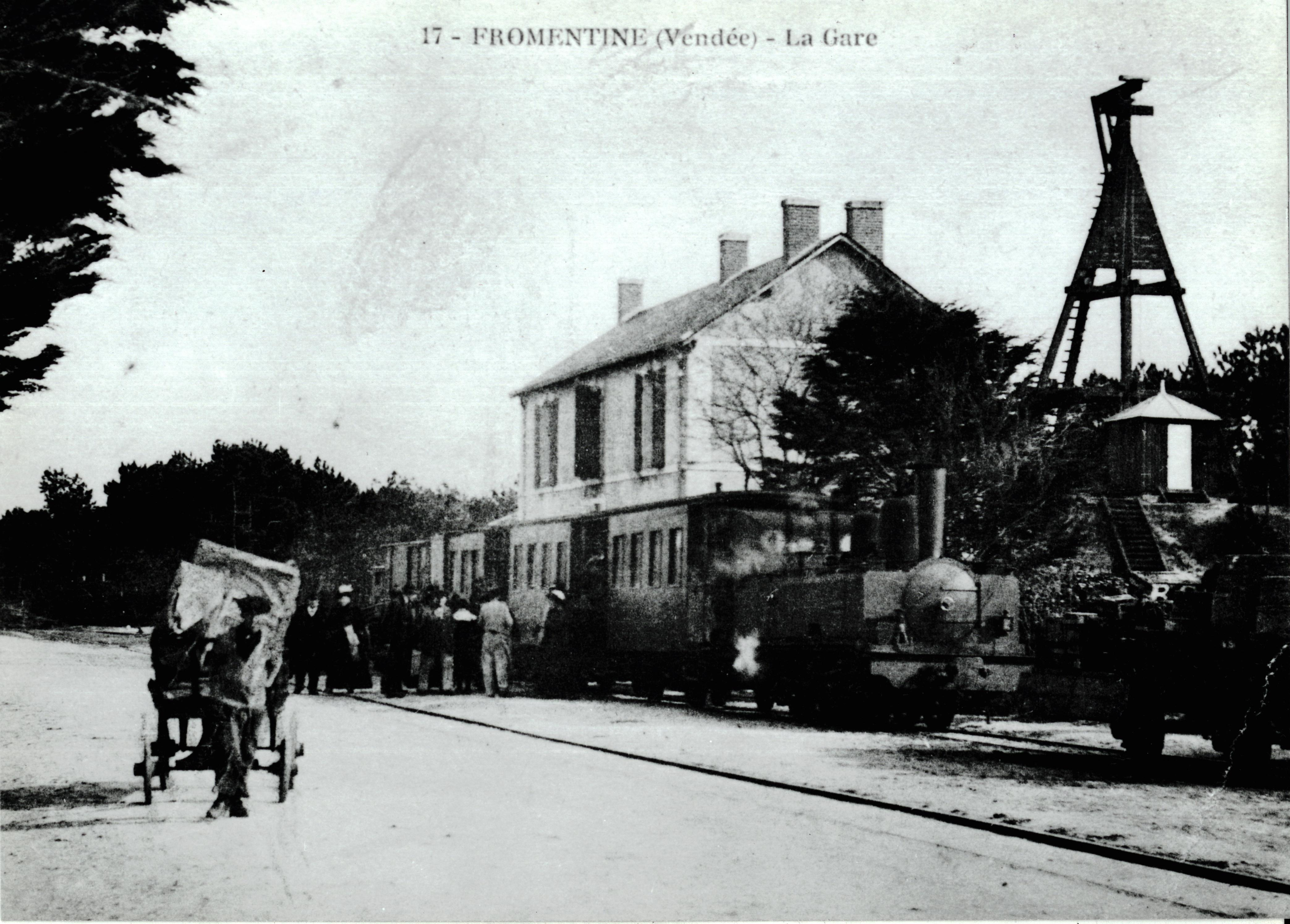
Gare de Fromentine avec un train vers 1900.

La longueur de la ligne est de 24 km et elle a été ouverte le 11 août 1896 par la Société du Chemin de fer sur route de Challans à Fromentine.
Un premier acte, rapporté par le journal La Vendée républicaine, annonce la création de cette société anonyme le 12 mai 1896 sous le nom de Compagnie du Chemin de fer sur route de Challans à Fromentine, Acte signé à Luçon, enregistré et déposé chez Me Richard. Son capital social est de 400 000 francs (de l'époque), représenté par quatre mille actions de 100 francs chacune. Son siège est à Challans. Le président du Conseil d'administration est alors M. A. Cuny, ingénieur, demeurant à Neuilly-sur-Seine.
La société est créée pour reprendre les engagements de MM. Bley et Aubert, entrepreneurs de travaux publics, qui avaient obtenu la concession de la ligne de chemin de fer secondaire entre Challans et Fromentine, conformément à une convention signée en avril et octobre 1896 avec le Préfet de Vendée. Ses statuts sont déposés chez Maître Richard, notaire à Luçon.
La ligne est rachetée par le Département en 1914, et intégrée en 1923 au réseau des tramways de la Vendée, reprenant la section Beauvoir-sur-Mer - Fromentine pour le compte de la ligne Bourgneuf - Les Sables-d'Olonne.
Incorporée au réseau de la SNCF lors de la création de la société nationale, en 1938, la ligne est alors exploitée par la Compagnie de chemins de fer départementaux dès 1939. La fermeture intervient le 1er octobre 1949.

## Tracé
|  |  | LSTR |

|  |  | uexKBHFa | BHF |  |

| 0,xxx  |
| 59,071 |

|  |  | uexSTR | STRl | LSTRq |

| uexHST |

| uexHST |

| uexHST |

| uexHST |

| uexHST |

| uexBHF |

| uexHST |

| uexHST |

| uexLSTRq | d | uexSTR | d |  |

| uexdBHF-L | uexdBHF-R | d |

| uexv-SHI2g+r | d |

| uexHST |

| uexBHF |

| uexBHF |

|  | uexABZgl+l | uexLSTRq |

|  | uexKBHFe | BOOT |

|  |  | LSTR |

|  |  | uexKBHFa | BHF |  |

| 0,xxx  |
| 59,071 |

|  |  | uexSTR | STRl | LSTRq |

| uexHST |

| uexHST |

| uexHST |

| uexHST |

| uexHST |

| uexBHF |

| uexHST |

| uexHST |

| uexLSTRq | d | uexSTR | d |  |

| uexdBHF-L | uexdBHF-R | d |

| uexv-SHI2g+r | d |

| uexHST |

| uexBHF |

| uexBHF |

|  | uexABZgl+l | uexLSTRq |

|  | uexKBHFe | BOOT |

La ligne était en communication avec la Ligne de Nantes-État à La Roche-sur-Yon par Sainte-Pazanne des Chemins de fer de l'État en gare de Challans.
À la gare de Fromentine, située en bout de ligne, existait une plaque tournante permettant de retourner les locomotives.

## Exploitation

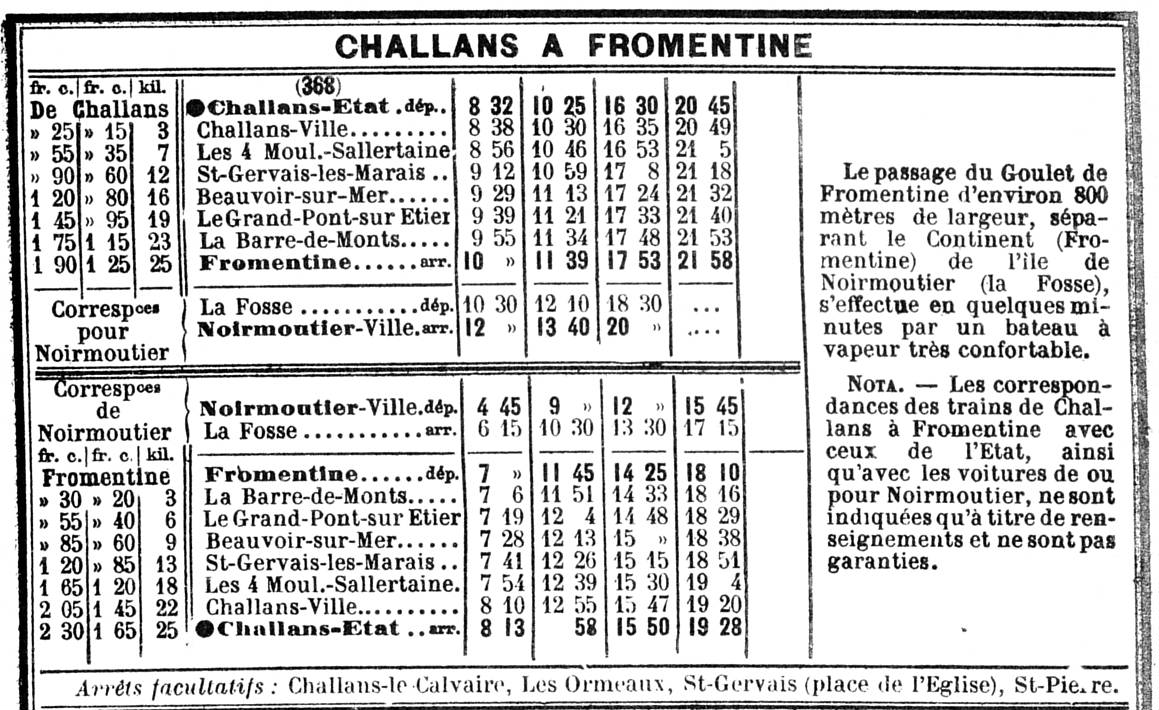
Tableau horaire de la ligne, en mai 1914

### Matériel roulant
- locomotives type 030 No 1 à 3 construites par Corpet-Louvet
  - 1, Corpet-Louvet, No 614, 7 septembre 1895, "Challans
  - 2, Corpet-Louvet, No 615, 17 décembre 1895, "Beauvoir",
  - 3, Corpet-Louvet, No 616, 30 décembre 1895, "Fromentine

## Vestiges et matériel sauvegardés
Une voiture mixte (1re et 2de classes), construite au Mans en 1896, a été retrouvée dans un jardin de La Roche-sur-Yon. Sa réhabilitation est envisagée par l'Association pour la préservation et l’entretien du matériel à voie étroite.

### Liens
- Image d'un train à Fromentine